# Harilaid
Ne doit pas être confondu avec Harilaid (péninsule).
Harilaid est une île d'Estonie en mer Baltique.

## Géographie
Elle est située à environ 4 km de Vormsi. 

## Histoire
Un phare y a été construit en 1849. Il mesure 19 mètres de haut. 
L'île n'est plus habitée depuis 1949. 